# Belém (Paraíba)
Belém este un oraș în statul Paraíba (PB), Brazilia.